# Ronde van Spanje 2024/Negentiende etappe
De negentiende etappe van de Ronde van Spanje 2024 werd op 5 september verreden van Logroño naar Alto de Moncalvillo (Daroca de Rioja). Het was een heuvelrit over 168 kilometer.
Primož Roglič heeft met aankomst bergop op de steile Alto de Moncalvillo een dubbelslag geslagen in de negentiende etappe van de Vuelta. Het Red Bull-BORA-hansgrohe team gaf vanaf de voet van de slotklim met vier renners flink tempo, waardoor niemand kon, of durfde aan te vallen. Er viel een gaatje achter de klimtrein en zo was Roglič plots enkel nog op pad met twee ploegmaten Daniel Felipe Martínez en Aleksandr Vlasov. Op vijf kilometer van de streep ging de Sloveen solo, en won met 46 seconden op de Fransman David Gaudu die tweede werd, gevolgd door de Deen Mattias Skjelmose.
Na twee weken wedstrijd neemt Roglič de rode trui opnieuw over van Ben O'Connor die twaalfde werd op 1'49" van de ritwinnaar. Met nog twee etappes te gaan volgde de Australiër op bijna 2 minuten van drievoudige Vuelta winnaar Primož Roglič.

## Uitslag
| Logroño – Alto de Moncalvillo (Daroca de Rioja) (168 km) |                   |                         |          |
| Plaats                                                   | Naam              | Ploeg                   | Tijd     |
| Winnaar                                                  | Primož Roglič     | Red Bull-BORA-hansgrohe | 3u54'55" |
| 2                                                        | David Gaudu       | Groupama-FDJ            | +46"     |
| 3                                                        | Mattias Skjelmose | Lidl-Trek               | z.t.     |
| 4                                                        | Enric Mas         | Movistar                | + 50"    |
| 5                                                        | Mikel Landa       | Soudal Quick-Step       | + 57"    |
| 6                                                        | Carlos Rodríguez  | INEOS Grenadiers        | z.t.     |
| 7                                                        | Eddie Dunbar      | Team Jayco AlUla        | + 1'01"  |
| 8                                                        | Sepp Kuss         | Team Visma-Lease a Bike | z.t.     |
| 9                                                        | Richard Carapaz   | EF Education-EasyPost   | + 1'03"  |
| 10                                                       | Florian Lipowitz  | Red Bull-BORA-hansgrohe | + 1'23"  |
|                                                          |                   |                         |          |
| 23                                                       | Steven Kruijswijk | Team Visma-Lease a Bike | + 2'59"  |
| 37                                                       | Dylan Teuns       | Israel-Premier Tech     | + 7'41"  |

| Algemeen klassement |                   |                            |            |
| Plaats              | Naam              | Ploeg                      | Tijd       |
| Rode trui           | Primož Roglič     | Red Bull-BORA-hansgrohe    | 76u43'36"  |
| 2                   | Ben O'Connor      | Decathlon AG2R La Mondiale | + 1'54"    |
| 3                   | Enric Mas         | Movistar                   | + 2'20"    |
| 4                   | Richard Carapaz   | EF Education-EasyPost      | + 2'54"    |
| 5                   | David Gaudu       | Groupama-FDJ               | + 4'33"    |
| 6                   | Mattias Skjelmose | Lidl-Trek                  | + 4'47"    |
| 7                   | Carlos Rodríguez  | INEOS Grenadiers           | + 4'55"    |
| 8                   | Florian Lipowitz  | Red Bull-BORA-hansgrohe    | + 5'55"    |
| 9                   | Mikel Landa       | Soudal Quick-Step          | + 6'40"    |
| 10                  | Pavel Sivakov     | UAE Team Emirates          | + 7'39"    |
|                     |                   |                            |            |
| 20                  | Steven Kruijswijk | Team Visma-Lease a Bike    | + 51'15"   |
| 46                  | Mauri Vansevenant | Soudal Quick-Step          | + 1u55'38" |

## Nevenklassementen
| Puntenklassement |                   |                           |        |
| Plaats           | Naam              | Ploeg                     | Punten |
| Groene trui      | Kaden Groves      | Alpecin-Deceuninck        | 226    |
| 2                | Max Poole         | Team dsm-firmenich PostNL | 118    |
| 3                | Pablo Castrillo   | Equipo Kern Pharma        | 117    |
| 4                | Primož Roglič     | Red Bull-BORA-hansgrohe   | 108    |
| 5                | Pavel Bittner     | Team dsm-firmenich PostNL | 106    |
|                  |                   |                           |        |
| 31               | Mauri Vansevenant | Soudal Quick-Step         | 48     |
| 44               | Gijs Leemreize    | Team dsm-firmenich PostNL | 35     |

| Bergklassement        |                  |                           |        |
| Plaats                | Naam             | Ploeg                     | Punten |
| Bolletjestrui (blauw) | Marc Soler       | UAE Team Emirates         | 57     |
| 2                     | Jay Vine         | UAE Team Emirates         | 56     |
| 3                     | Pablo Castrillo  | Equipo Kern Pharma        | 37     |
| 4                     | Primož Roglič    | Red Bull-BORA-hansgrohe   | 28     |
| 5                     | Filippo Zana     | Team Jayco AlUla          | 27     |
|                       |                  |                           |        |
| 12                    | Sylvain Moniquet | Lotto Dstny               | 17     |
| 31                    | Gijs Leemreize   | Team dsm-firmenich PostNL | 4      |

| Jongerenklassement |                    |                           |            |
| Plaats             | Naam               | Ploeg                     | Tijd       |
| Witte trui         | Mattias Skjelmose  | Lidl-Trek                 | 76u48'23"  |
| 2                  | Carlos Rodríguez   | INEOS Grenadiers          | + 8"       |
| 3                  | Florian Lipowitz   | Red Bull-BORA-hansgrohe   | + 1'08"    |
| 4                  | Matthew Riccitello | Israel-Premier Tech       | + 1u08'07" |
| 5                  | Max Poole          | Team dsm-firmenich PostNL | + 1u20'24" |
|                    |                    |                           |            |
| 9                  | Mauri Vansevenant  | Soudal Quick-Step         | + 1u50'51" |
| 22                 | Gijs Leemreize     | Team dsm-firmenich PostNL | + 2u55'03" |

| Ploegenklassement |                            |            |
| Plaats            | Ploeg                      | Tijd       |
|                   | UAE Team Emirates          | 229u44'30" |
| 2                 | Red Bull-BORA-hansgrohe    | + 37'44"   |
| 3                 | Decathlon AG2R La Mondiale | + 1u25'43" |
| 4                 | Team Visma-Lease a Bike    | + 1u36'43" |
| 5                 | Groupama-FDJ               | + 2u07'05" |

1e etappe ·
2e etappe ·
3e etappe ·
4e etappe ·
5e etappe ·
6e etappe ·
7e etappe ·
8e etappe ·
9e etappe ·
10e etappe ·
11e etappe ·
12e etappe ·
13e etappe ·
14e etappe ·
15e etappe ·
16e etappe ·
17e etappe ·
18e etappe ·
19e etappe ·
20e etappe ·
21e etappe
Startlijst · Eindstanden · Afbeeldingen